# Baron Bardolf

Wappen der Barone Bardolf

Baron Bardolf (auch Bardolph) war ein erblicher britischer Adelstitel in der Peerage of England.

## Verleihung und weitere Geschichte des Titels
Der Titel wurde am 6. Februar 1299 für Sir Hugh Bardolf, Gutsherr von Wormegay in Norfolk geschaffen, indem dieser von König Eduard I. durch Writ of Summons ins Parlament berufen wurde.
Dessen Ururenkel, der 5. Baron, schloss sich 1405 der Rebellion von Henry Percy, 1. Earl of Northumberland, Thomas Mowbray, 2. Earl of Nottingham und Richard le Scrope, Erzbischof von York an, floh nach deren Scheitern nach Schottland und wurde am 4. Dezember 1406 vom Parlament zum Verräter erklärt, womit sein Titel verwirkt war. Zurück in England wurde er schließlich in der Schlacht von Bramham Moor am 19. Februar 1408 getötet.
Es ist umstritten, ob der Ehegatte der jüngeren Tochter des 5. Barons, Sir William Phelip (1383–1441), am 13. November 1437 erneut als Baron Bardolf durch Writ of Summons ins Parlament berufen wurde und falls ja, ob dies eine Neuverleihung oder Wiederherstellung des Titels darstellt. Jedenfalls ist er auf der Liste der Peers, die am 26. September 1439 ins Parlament berufen wurden, nicht aufgeführt. Er und nach ihm der Sohn seiner einzigen Tochter, William Beaumont, 2. Viscount Beaumont (1438–1507), verwendeten jedenfalls ebenfalls die Titulatur Baron Bardolf.

## Liste der Barone Bardolf (1299)
- Hugh Bardolf, 1. Baron Bardolf (1259–1304)
- Thomas Bardolf, 2. Baron Bardolf (1282–1329)
- John Bardolf, 3. Baron Bardolf (1314–1363)
- William Bardolf, 4. Baron Bardolf (1349–1386)
- Thomas Bardolf, 5. Baron Bardolf (1369–1408) (Titel verwirkt 1406)